# پرمیتنویه
پرمیتنویه (قزاقی: Переметное) یک منطقهٔ مسکونی در قزاقستان است که در استان قزاقستان غربی واقع شده‌است. این شهرک ۴۳۰۸ نفر جمعیت دارد.